# Ивановский (приток Волги)
Ивановский — ручей в России, протекает в Глебовском сельском поселении Рыбинского района Ярославской области, впадает в Рыбинское водохранилище, правый приток Волги.
Исток ручья находится в лесу на восток от деревни Селиваново. Ручей течёт в основном на запад и юго-запад. Впадает в Волгу в глубоком овраге, разделяющем два села — на правом, северном берегу — Ивановское, на левом, южном — Глебово. Высота устья — 102 м над уровнем моря. В Ивановском над устьем возвышается Казанская церковь.
На плане Генерального межевания Рыбинского уезда 1792 года ручей обозначен как речка Талица.